# El Annasser

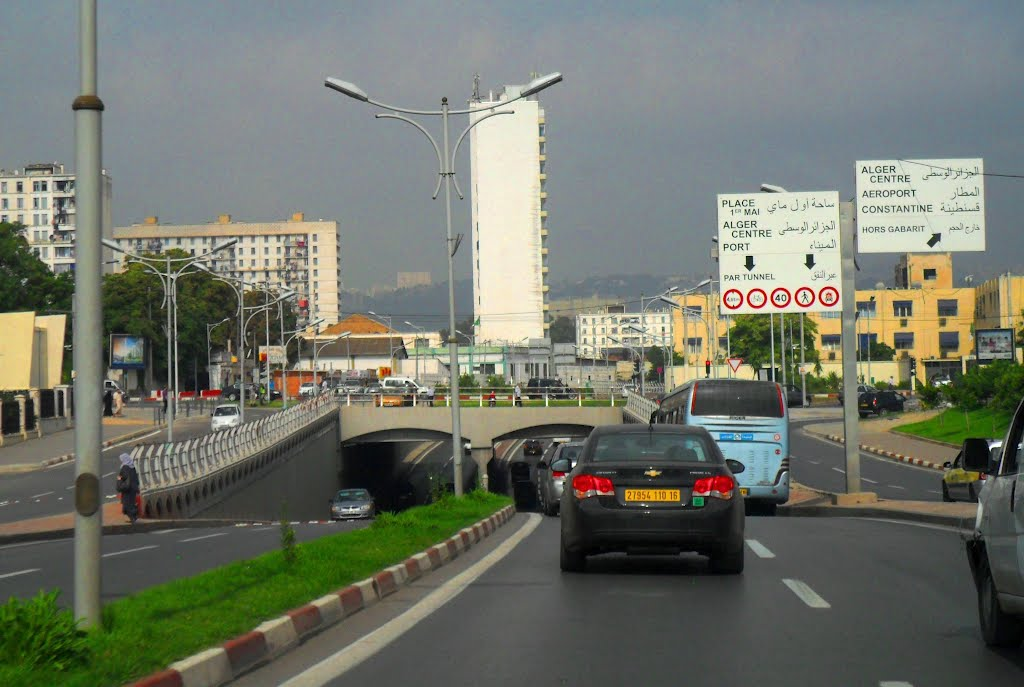
Veduta di via Fernane Hannafi a El Annasser.

El Annasser, noto anche come ex-Ruisseau in epoca coloniale, è un quartiere situato alla confluenza tra i comuni di Belouizdad, Hussein Dey e Kouba, nell'agglomerato urbano di Algeri.
Sorge a circa 5,5 km dal centro cittadino in direzione sud-est ed è attraversato da due grandi arterie, la chemin des fusillés du 17 mai 1957 (già rue Polignac) e via Fernane Hannafi (già Vauban).
Vi si trovano i vecchi mattatoi di Algeri, ma anche il nuovo tribunale cittadino. Si prevede di costruire in questo quartiere le nuove sedi dell'Assemblea popolare nazionale e del Consiglio della Nazione al fine di renderlo un nuovo distretto amministrativo.

## Infrastrutture e trasporti
Il quartiere è servito dalle seguenti arterie stradali nazionali:
- Route nationale 11: RN11 (Route d'Oran).
- Tangenziale Nord di Algeri.

Il quartiere è servito da due stazioni della linea 1 della metropolitana di Algeri, Jardin d'essai e Les fusillés, oltre che dalla tranvia di Algeri, con due fermate, Ruisseau (capolinea) e Les fusillés.